# Tikrit
Tikrit ou Takrit (en arabe تكريت) est une ville d'Irak, située dans la province de Salah ad-Din dont elle est la capitale.

## Géographie
Située à environ 160 kilomètres au nord de Bagdad, la ville est arrosée par le fleuve Tigre.

## Histoire
Connue depuis les Assyriens, elle est souvent identifiée à Bîrthâ, la forteresse des sources syriaques.
Elle représente un des principaux foyers de résistance à l'occupation américaine du pays faisant suite à la guerre d'Irak de 2003, Saddam Hussein ayant placé bon nombre de ses proches (fils, frères, demi-frères, oncles, cousins, etc.), originaires comme lui de Tikrit et de sa région, à des hauts postes de responsabilité.
Au cours de son offensive, le 11 juin 2014, l'État Islamique en Irak et au Levant y commet un massacre, tuant près de 1 700 prisonniers chiites. À partir du 29 juin 2014, l'armée irakienne lance plusieurs offensives pour tenter de reprendre la ville, mais à chaque fois, essuie un échec.
Le 2 mars 2015, les troupes gouvernementales mènent une nouvelle offensive de grande envergure pour tenter de reprendre Tikrit aux djihadistes. Avec 30 000 hommes, c'est la plus grande opération militaire menée par l'armée irakienne depuis le début de la crise. Après plusieurs jours de combats, l'armée irakienne décide d'assièger la ville le 12 mars. Le 31 mars, le gouvernement irakien annonce que la ville a été reprise.

## Politique et administration
Tikrit est le chef-lieu du district homonyme et la capitale de la province de Salah ad-Din.

## Population et société

### Démographie
Selon une estimation de 2008, la population s'élevait à environ 140 000 habitants[réf. nécessaire], majoritairement des musulmans sunnites.

## Culture et patrimoine

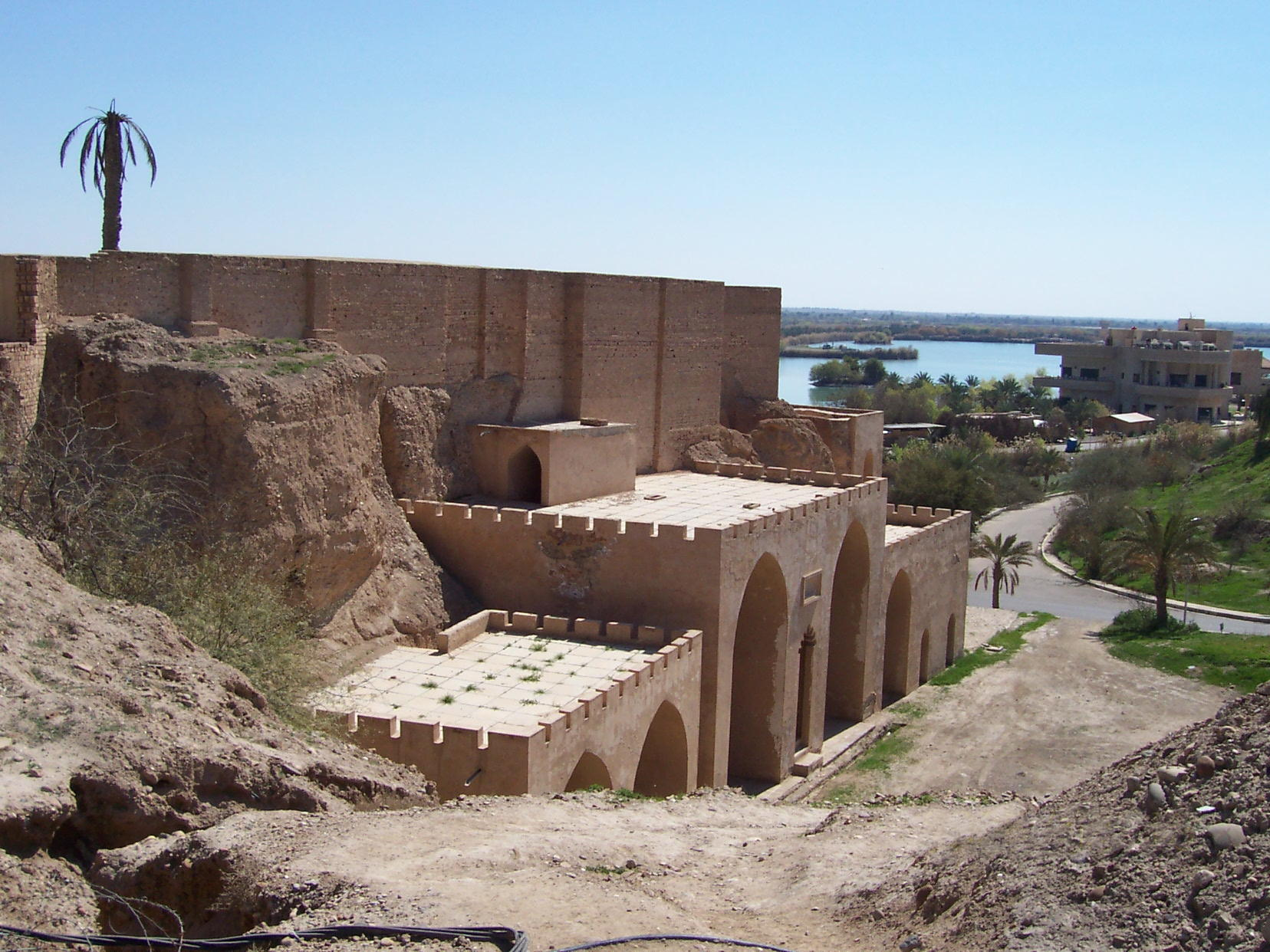
Le monastère grec assyrien de Tikrit en 2005.

### Monuments
- La mosquée Al-Arbaïn est détruite par les membres de l'« organisation État islamique » en septembre 2014[5].
- Le monastère Saint-Ahoudemmeh (de l'Église apostolique assyrienne de l'Orient) remontant au VIIe siècle et reconstruit dans les années 1990 sous Saddam Hussein, est détruit à l'explosif lui aussi par des membres de l'organisation « État islamique » en septembre 2014[6].

### Personnalités liées à la ville
- Le sultan Saladin, dont le père était le gouverneur de la ville, y est né en 1138.
- Ahmad Hassan al-Bakr (1914-1982), homme politique irakien, y est né.
- Saddam Hussein (1937-2006), homme politique irakien, est né à Al-Awja, un petit village situé à environ 10 km au sud-est de Tikrit.